# Festival mondial des arts nègres
Il Festival Mondial des Arts Nègres, organizzato per la prima volta a Dakar in Senegal nel 1966, è una manifestazione itinerante, quadriennale e interdisciplinare. Più volte posposta, nel 1977 si svolge a Lagos in Nigeria il FESTAC, la seconda edizione del Festival Mondial, mentre la terza, prevista prima in Etiopia e poi in Senegal nel 1988 (con il nuovo nome di FESPAC), viene annullata. Durante l'inaugurazione della Biennale di Dakar 2004 – il presidente senegalese Abdoulaye Wade ha annunciato la sua intenzione di far risorgere il Festival nel 2006; più volte rimandato, la terza edizione del festival si è svolta a Dakar nel 2010.

## Storia del Festival Mondial des Arts Nègres
Il Festival Mondial des Arts Nègres è programmato dalla Società Africana di Cultura durante il Congresso di Roma del 1959 come un evento quadriennale, organizzato in diversi paesi dell'Africa, sotto la direzione di Alioune Diop, Segretario Generale del Comitato Internazionale.

### Prima edizione del Festival Mondial des Arts Nègres
Dakar è offerta come prima sede del festival, fortemente voluto dal presidente Léopold Sédar Senghor. La prima edizione del Festival Mondial des Arts Nèegres si svolge così per la prima volta dal 30 maggio al 24 aprile 1966 a Dakar, con esposizioni di arte tradizionale e contemporanea, conferenze e spettacoli di musica, danza, teatro, poesia e cinema.
In occasione dell'evento viene costruito il Museo Dynamique che ospita l'esposizione di arte classica, con opere provenienti da tutto il mondo; la stessa mostra è poi presentata a Parigi. Nella sede comunale è collocata un'esposizione di arte nigeriana. Il pittore senegalese Iba N’Diaye organizza l'esposizione di arte contemporanea africana Tendances et Confrontations: les Arts Contemporains, all'interno della quale sono presentate circa 800 opere di artisti provenienti da 25 paesi dell'Africa; lo scultore Christian Lattier (1925-1978) della Costa d'Avorio vince il Gran Premio della Giuria con l'opera Panthère en cordes.
Nel suo discorso di inaugurazione Léopold Sédar Senghor sottolinea come le tradizioni africane siano il fondamentale legame che unisce l'Africa intera, dimostrandone la ricchezza agli occhi del mondo. Alioune Diop indica come il Festival sia la sede per promuovere l'incontro tra tutti gli artisti, creando un'interdipendenza positiva a livello internazionale; il compito delle esposizioni e degli spettacoli è quello di avvicinare il popolo agli artisti moderni africani, incoraggiando la conoscenza delle tradizioni ed il consolidamento di un'identità negro-africana. Il pubblico occidentale è sentito come l'unico ad interessarsi fino a quel momento all'arte negra, ma paradossalmente senza comprenderne il messaggio. Gli artisti hanno quindi il compito di esprimere la civiltà africana, all'interno della comunità negra. Anche secondo Ben Enwonwo, gli artisti hanno un ruolo fondamentale: evitando di produrre opere occidentali semplicemente influenzate dall'Africa, possono creare un'arte nuova, sintesi tra l'antico e il moderno, risultato dell'incontro dell'Africa con la cultura Occidentale. Il sostegno del governo, le scuole adeguate e la nascita di un mercato sono considerati gli elementi necessari per sviluppare un'arte contemporanea africana indipendente. Secondo Iolanda Pensa alcuni principi teorici caratterizzano il Festival. L'arte è sostenuta con finalità politiche e diplomatiche: gli artisti sono considerati come i promotori di un messaggio “esportabile”, capace di esprimere l'identità africana e la sua ricchezza agli occhi del mondo. In questo modo tutte le discipline sono incoraggiate, purché rappresentino la civiltà negra. L'Arte Negra – quella che tanto aveva influenzato l'Occidente ed i suoi artisti con la sua forza vitale, il suo senso del ritmo e la sua specifica estetica – è considerata l'emblema di un'autenticità continentale, vero criterio di valutazione degli artisti (anche di quelli della diaspora) e fonte di una sensibilità comune capace di identificare un'arte tipicamente africana. L'Occidente è criticato per l'estetica che ha imposto all'Africa, per il colonialismo che ha devastato le tradizioni locali e per l'incapacità di comprendere la produzione artistica specificatamente africana. L'Africa Sub-Sahariana ha un ruolo centrale, sottolineato dal titolo Arts Nègres (Arte Negra).
Il Festival Mondial des Arts Nègres suscita un grande dibattito e sostiene lo sviluppo di un approfondimento critico e teorico della cultura negra. Le conferenze organizzate durante il festival sono incentrate sul significato dell'arte africana, sulla scultura tradizionale, sul rapporto con l'Occidente, sulla situazione, i problemi e la prospettive future dell'arte contemporanea del continente. Wole Soyinka, insieme ad un numero significativo di intellettuali dell'Africa anglofona, si pone in contrasto con i principi della Negritudine e dell'Arte Negra che sono alla base dell'ideologia dell'evento, ed i paesi del Nord dell'Africa criticano fortemente l'uso della parola nègres, che non valorizzava la presenza araba e berbera. Allo stesso tempo il Festival decreta il Senegal come uno dei paesi leader della cultura africana (in particolare nelle arti visive e nel cinema), dimostra il dinamismo delle arti del continente e crea un grande ed importantissimo scambio di idee.
Tutte le espressioni chiave del Festival – arts nègres (Arte Negra), identità, panafricanismo, autenticità, rappresentazione dell'Africa – continuarono ed essere presenti nelle discussioni promosse dalla Biennale di Dakar. Il Festival è sentito come un precedente storico estremamente significativo ed autorevole, citato ed imitato nei futuri eventi.

#### Organizzazione
L'Associazione del Festival è composta da Aimé Césaire, Alioune Diop, Fodéba Keïta, Jean Mazel, Maurice Sonar Senghor, Souleymane Sidibé e Henri Louis Valantin. I commissari nominati sono Jean Gabus (UNESCO), Jacqueline Delange (Francia), Pierre Meauzé (Francia), G.H. Rivière (Francia), Alexandre Adande (Africa), Reverendo Padre Mveng (Africa) e Salif Diop (Africa). Il comitato d'organizzazione francese è composto da Jean-Luc Toulouse Hériard-Dubreuil, A.S. Henraux, Claude Visinet de Presles, Robert Boyer, Claude Charpentier, Georges Godon, Philièe Erlanger, Jean-Pierre Chatelain, Jean-Pierre Basdevant, Jean-Pierre Dannaud, Gaëtan Picon e Jacques Jaujard. Il comitato d'organizzazione senegalese è costituito da Bassirou N'Diaye Desvoyes, Cheikh Amala Sy, Nicolas N'Diaye, Chérif Fall, Moustapha Wade, Seydina Oumar Sy, Lamine Keїta, Henri Louis Valantin, Mamadou M'Baye, Sonar Senghor, Souleymane Sidibé, Pascal Sane e Aimé Césaire.
Il Comitato d'Onore comprende Nadjm'oud'din Bammatte (UNESCO), René Maheu - (UNESCO); per la Francia Jean Vyaux de Lagarde, Charbonnel,
Christian Fouchet, Maurice Couve de Murville, André Malraux, Georges Pompidou; per il Senegal Médoune Fall, Abdou Diouf, Ibra Mamadou Wade e Doudou Thiam. Il festival è organizzato sotto l'alto patronato di Charles de Gaulle e Léopold Sédar Senghor.

### Il Festival Pan-Africano delle Arti delle arti di Algeri
In risposta alla prima edizione del Festival Mondial des Arts Nègres nel 1969 viene organizzato ad Algeri il Festival Pan-Africano delle Arti, promosso dall'Organizzazione dell'Unità Africana. Il tema del simposio è il ruolo della cultura africana nello sviluppo economico e sociale dell'Africa. Pathé Diagne, oppositore di Léopold Sédar Senghor, è uno degli organizzatori del nuovo Festival. Partecipano all'evento anche i senegalesi Amadou Mahtar M’Bow (Ministro della Cultura), Alioune Diop e Lamine Diakhaté di "Presence Africaine", Blaise Senghor (delegato senegalese permanente all'UNESCO), gli attori Bachir Tourre e James Cambell, ed i registi Ousmane Sembène e Paulin Vieyra. Nel 1971, per sostenere il concetto di Negritudine in contrapposizione con il Festival Pan-Africano del 1969, viene organizzato dall'Unione Progressista Senegalese – il partito del presidente – un convegno al quale parteciparono Senghor, Léon Damas, Aimé Césaire e Mercer Cook (ex ambasciatore statunitense in Senegal).

### Seconda edizione del Festival Mondial des Arts Nègres
Il Secondo Festival Mondiale di Arti Negre è programmato per il 1970 in Nigeria. A causa della difficile situazione politica del paese è cancellato e rimandato al 1975 dal Generale Murtala Mohammed. Il Sottotenente Generale Olesegun Obasanjo succede al Generale Murtala Mohammed e organizza il Festival nel 1977 con il titolo Second World Black and African Festival of Arts and Culture (FESTAC 77).
Il governo nigeriano sostituisce il segretario generale del Comitato Internazionale del Festival Alioune Diop con Ambroise Mbia del Camerun. Il Senegal è rappresentato dal gruppo teatrale nazionale e da un'esposizione di artisti; il Presidente Senghor non partecipa al festival. Rispetto al grande successo del primo Festival Mondial des Arts Nègres, il secondo Festival appare un fallimento, anche agli occhi di Pathé Diagne, uno dei suoi principali organizzatori.

### Terza edizione del Festival Mondial des Arts Nègres
L'Etiopia è scelta per ospitare il terzo Festival. A causa dei problemi interni al paese il Festival è poi affidato ancora al Senegal e poi cancellato.